# Gante-Wevelgem femenina 2020
La 9.ª edición de la Gante-Wevelgem femenina (nombre oficial en inglés: Gent-Wevelgem In Flanders Fields WE) se celebró el 11 de octubre de 2020 sobre un recorrido de 145,4 km con inicio en Ypres y final en la ciudad de Wevelgem en Bélgica.
La carrera hizo parte del UCI WorldTour Femenino 2020 como competencia de categoría 1.WWT del calendario ciclístico de máximo nivel mundial siendo la octava carrera de dicho circuito y fue ganada por la ciclista belga Jolien D'Hoore del equipo Boels Dolmans. El podio lo completaron la también belga Lotte Kopecky del equipo Lotto Soudal Ladies y la alemana Lisa Brennauer del equipo Ceratizit-WNT.

## Equipos
Tomaron parte en la carrera un total de 24 equipos invitados por la organización, 8 de ellos de categoría UCI World Team ellos y 16 de categoría UCI Women's continental teams, quienes conformaron un pelotón de 133 ciclistas de las cuales terminaron 106. Los equipos participantes fueron:
| translation for headoftableIII_translate index 58 not found (8)- Alé BTC Ljubljana - Canyon-SRAM Racing - CCC-Liv - FDJ-Nouvelle Aquitaine-Futuroscope - Mitchelton-Scott - Movistar Team - Sunweb Women - Trek-Segafredo UCI Women's continental teams (7)- Boels Dolmans - Ceratizit-WNT Pro Cycling - Ciclotel - Cogeas Mettler Look - Paule Ka - Multum Accountants-LSK - Tibco-Silicon Valley Bank Unknown team category (9)- Astana Women's - Chevalmeire - Doltcini-Van Eyck Sport - Hitec Products - Lotto Soudal Ladies - Parkhotel Valkenburg-Destil - NXTG Racing - Rally - Valcar-Travel & Service |
| |

## Clasificaciones finales
Las clasificaciones finalizaron de la siguiente forma:

### Clasificación general
| \| Clasificación general \| Clasificación general \| Clasificación general \| Clasificación general \| Clasificación general \| \| Ciclista \| Ciclista \| Equipo \| Tiempo \| \| \| --------------------- \| --------------------- \| ------------------------- \| --------------------- \| --------------------- \| \| 1.ª \| Jolien D'Hoore \| Boels Dolmans \| 3 h 33 min 15 s \| \| \| 2.ª \| Lotte Kopecky \| Lotto Soudal Ladies \| + 0 s \| \| \| 3.ª \| Lisa Brennauer \| Ceratizit-WNT Pro Cycling \| + 0 s \| \| \| 4.ª \| Sarah Roy \| Mitchelton-Scott \| + 0 s \| \| \| 5.ª \| Marta Cavalli \| Valcar-Travel & Service \| + 0 s \| \| \| 6.ª \| Lauren Stephens \| Tibco-Silicon Valley Bank \| + 0 s \| \| \| 7.ª \| Demi Vollering \| Parkhotel Valkenburg \| + 0 s \| \| \| 8.ª \| Lizzie Deignan \| Trek-Segafredo \| + 0 s \| \| \| 9.ª \| Amy Pieters \| Boels Dolmans \| + 5 s \| \| \| 10.ª \| Elisa Longo Borghini \| Trek-Segafredo \| + 8 s \| \| |                      |                           |                 |
| |                      |                           |                 |
| Fuente: ProCyclingStats |                      |                           |                 |
| Clasificación general |                      |                           |                 |
| Ciclista | Ciclista             | Equipo                    | Tiempo          |
| 1.ª | Jolien D'Hoore       | Boels Dolmans             | 3 h 33 min 15 s |
| 2.ª | Lotte Kopecky        | Lotto Soudal Ladies       | + 0 s           |
| 3.ª | Lisa Brennauer       | Ceratizit-WNT Pro Cycling | + 0 s           |
| 4.ª | Sarah Roy            | Mitchelton-Scott          | + 0 s           |
| 5.ª | Marta Cavalli        | Valcar-Travel & Service   | + 0 s           |
| 6.ª | Lauren Stephens      | Tibco-Silicon Valley Bank | + 0 s           |
| 7.ª | Demi Vollering       | Parkhotel Valkenburg      | + 0 s           |
| 8.ª | Lizzie Deignan       | Trek-Segafredo            | + 0 s           |
| 9.ª | Amy Pieters          | Boels Dolmans             | + 5 s           |
| 10.ª | Elisa Longo Borghini | Trek-Segafredo            | + 8 s           |

## Ciclistas participantes y posiciones finales
Convenciones:
- AB-N: Abandono en la etapa "N"
- FLT-N: Retiro por llegada fuera del límite de tiempo en la etapa "N"
- NTS-N: No tomó la salida para la etapa "N"
- DES-N: Descalificado o expulsado en la etapa "N"

## UCI WorldTour Femenino
La Gante-Wevelgem femenina otorgó puntos para el UCI World Ranking Femenino y el UCI WorldTour Femenino para corredoras de los equipos en las categorías UCI Team Femenino. Las siguientes tablas muestran el baremo de puntuación y las 10 corredoras que obtuvieron más puntos:
| Posición   | 1.ª | 2.ª | 3.ª | 4.ª | 5.ª | 6.ª | 7.ª | 8.ª | 9.ª | 10.ª | 11.ª | 12.ª | 13.ª | 14.ª | 15.ª | 16.ª-20.ª | 21.ª-30.ª | 31.ª-40.ª |
| Puntuación | 400 | 320 | 260 | 220 | 180 | 140 | 120 | 100 | 80  | 68   | 56   | 48   | 40   | 32   | 28   | 24        | 16        | 8         |

| Clasificación |                      |                           |        |
| Posición      | Ciclista             | Equipo                    | Puntos |
| ------------- | -------------------- | ------------------------- | ------ |
| 1.ª           | Jolien D'Hoore       | Boels Dolmans             | 400    |
| 2.ª           | Lotte Kopecky        | Lotto Soudal Ladies       | 320    |
| 3.ª           | Lisa Brennauer       | Ceratizit-WNT             | 260    |
| 4.ª           | Sarah Roy            | Mitchelton Scott          | 220    |
| 5.ª           | Marta Cavalli        | Valcar-Travel & Service   | 180    |
| 6.ª           | Lauren Stephens      | Tibco-Silicon Valley Bank | 140    |
| 7.ª           | Demi Vollering       | Parkhotel Valkenburg      | 120    |
| 8.ª           | Elizabeth Deignan    | Trek-Segafredo            | 100    |
| 9.ª           | Amy Pieters          | Boels Dolmans             | 80     |
| 10.ª          | Elisa Longo Borghini | Trek-Segafredo            | 68     |